# 1663 van den Bos
1663 van den Bos је астероид главног астероидног појаса. Приближан пречник астероида је 12,13 ,
а средња удаљеност астероида од Сунца износи 2,239 астрономских јединица (АЈ).
Инклинација (нагиб) орбите у односу на раван еклиптике је 5,364 степени, а орбитални период износи 1223,851 дана (3,350 године). Ексцентрицитет орбите астероида износи 0,179.
Апсолутна магнитуда астероида износи 12,20 а геометријски албедо 0,158.
Астероид је откривен 4. августа 1926. године.